# 레비 마딩다
레비 클레망 마딩다(프랑스어: Lévy Clément Madinda, 1992년 6월 22일 ~ )는 가봉의 프로 축구 선수로, 리가 1 클럽 바리토 푸테라와 가봉 국가대표팀에서 공격형 미드필더로 활약하고 있다.

## 구단 경력

### 셀타
리브르빌에서 태어난 마딩다는 스타드 만지에서 축구를 시작했다. 2010년 10월, 부르키나파소에서 열린 유소년 토너먼트에서 클럽에 적발된 후 스페인으로 이주한 마린다는 셀타 비고와 5년 계약을 체결하고 몇 시즌 동안 리저브에 등록되어 있다.
마린다는 2012년 10월 31일, 0-2로 패한 알메리아와의 코파 델 레이 원정 경기에서 90분 내내 경기를 치르며 갈리시아 1군 공식 데뷔 전을 치렀다. 이듬해 3월 30일, 바르셀로나와의 홈 경기에서 후반 교체 투입되어 라리가에 처음 출전했다.
2016년 1월 19일, 마딩다는 2018년까지 재계약을 체결했고, 곧바로 6월까지 짐나스틱 데 타라고나로 임대되었다. 7월 12일, 그의 임대 기간은 추가 시즌으로 연장되었으며 현재 바이아웃 조항이 있다.

### 아스테라스 트리폴리스
2017년 6월, 마딩다는 에스타디오 데 발라이도스를 떠나 그리스 클럽 아스테라스 트리폴리스에 합류했다.

## 국가대표팀 경력
마딩다는 2011년에 가봉 국가대표팀으로 합류해 데뷔했으며, 2012년 아프리카 네이션스컵 대표팀에 발탁되었다. 2012년 11월 14일, 그는 자국에서 열린 포르투갈과의 친선 경기에서 페널티킥을 통해 국가대표 첫 골을 넣으며 2-2 무승부를 기록했다.
2014년 12월, 마린다는 가봉의 2015년 아프리카 네이션스컵 임시 대표팀 명단에 이름을 올렸다.